# Zbrodnia w Łyngmianach
Zbrodnia w Łyngmianach – masowy mord na żydowskich mieszkańcach Łyngmian dokonany w ostatnich dniach lipca 1941 roku przez współpracujących z Niemcami litewskich partyzantów. Jego ofiarą padło około 70 mężczyzn, kobiet i dzieci.

## Przebieg
W czerwcu 1941 roku, na wieść o rozpoczęciu niemieckiej inwazji na ZSRR, w okolicach Łyngmian uformował się litewski oddział partyzancki, który podjął walkę z władzą sowiecką. Na jego czele stał Adomas Lunius. Partyzantów ze względu na ich charakterystyczne oznaki określano mianem „białych opasek”. Po wyparciu Sowietów przez wojska niemieckie partyzanci podporządkowali się nowym okupantom.
Prawdopodobnie pod koniec lipca 1941 roku Lunius otrzymał rozkaz z miejscowej komendy policji, aby wymordować Żydów zamieszkujących w Łyngmianach. Partyzanci udali się do żydowskich domów i zabrali zamieszkujące je rodziny do szkoły we wsi Dworyszki. Stamtąd Żydów zaprowadzono na łąkę, która leżała na obrzeżach Dworyszek, przy brzegu jeziora Ūsiai (Usa). Ofiarom polecono położyć się twarzą do ziemi, po czym wszystkich rozstrzelano. Prawdopodobnie zamordowano wtedy około 70 osób, w tym dziewięcioro dzieci.
Mienie pozostałe po zamordowanych zgromadzono w synagodze w Łyngmianach, a następnie rozdano miejscowym Litwinom. Część trafiła w ręce partyzantów Luniusa.

## Epilog
W 1950 roku władze sowieckie aresztowały Adomasa Luniusa i wymierzyły mu karę 5 lat więzienia. Po odbyciu kary Lunius powrócił do Litewskiej SRR i założył nową rodzinę. W grudniu 1959 roku aresztowano go ponownie, tym razem pod zarzutem mordowania Żydów. We wrześniu 1960 roku został skazany na karę śmierci.
Miejsce kaźni Żydów z Łyngmian upamiętniono pomnikiem, na którym zamieszczono inskrypcję w jidysz o treści:

W tym miejscu nazistowscy mordercy i ich lokalni pomocnicy zamordowali 120 Żydów – dzieci, kobiety i mężczyzn. Niech ich pamięć pozostanie święta